# واروارا باریشوا
واروارا باریشوا (انگلیسی: Varvara Barysheva؛ زادهٔ ۲۴ مارس ۱۹۷۷) اسکیت‌باز سرعت اهل اتحاد جماهیر شوروی سوسیالیستی است.